# Jean-Yves Marin

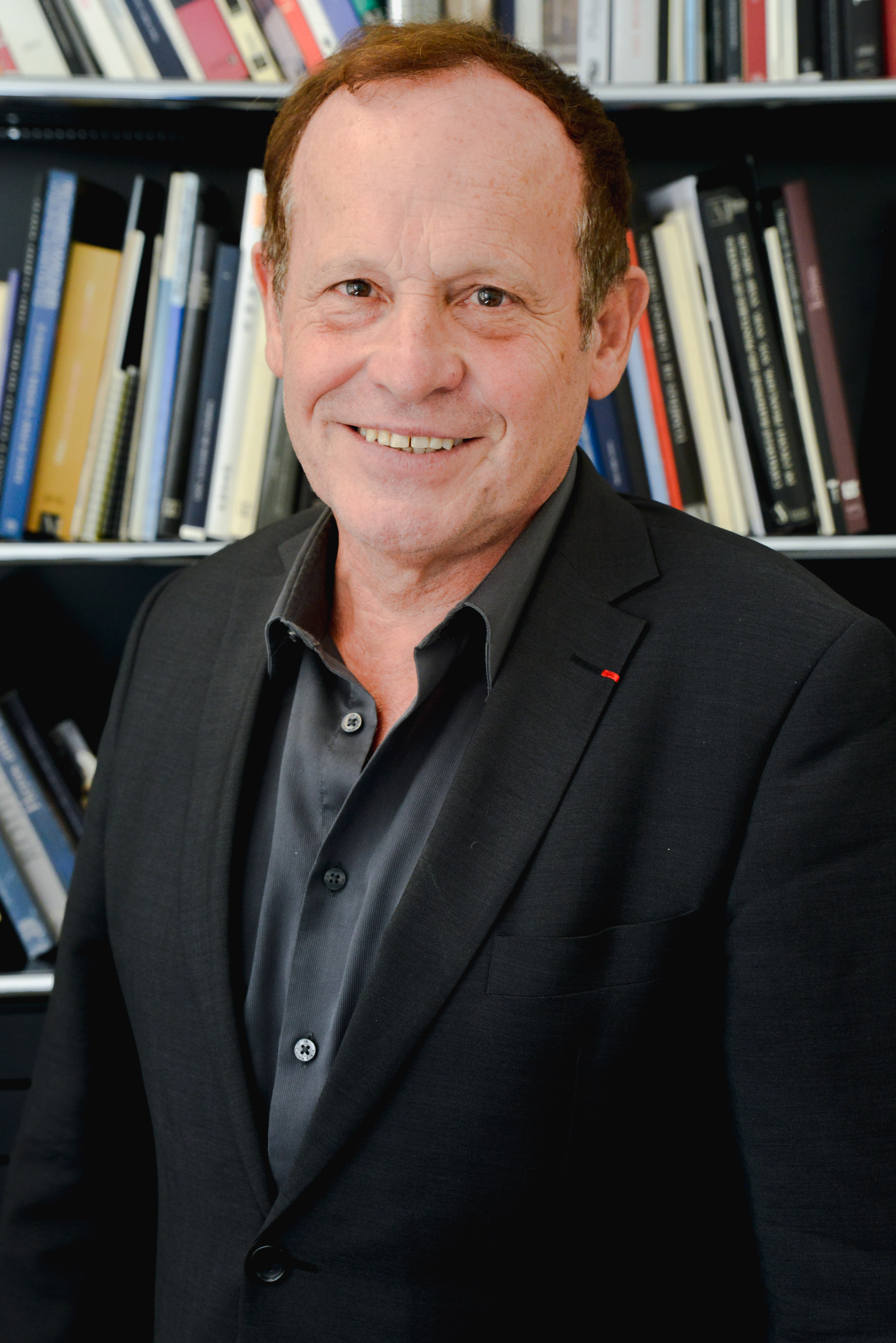
Jean-Yves Marin

Jean-Yves Marin (* 1955 in Caen) ist ein französischer Mittelalterarchäologe und Museumsleiter.

## Leben
Marin studierte an der Universität Caen und schloss 1980 mit dem Diplôme d’études approfondies ab. Sein wissenschaftliches Spezialgebiet ist die urbane Archäologie des Mittelalters. Als städtischer Archäologe von Caen leitete er zahlreiche Ausgrabungen und wurde danach Konservator, anschließend Direktor des dortigen Musée de Normandie bis zum Jahre 2009.
2009 wurde er vom Minister für Kultur und Sport der Stadt Genf Patrice Mugny zum Direktor des Musée d’art et d’histoire de Genève  und seiner verschiedenen Standorte (Hauptgebäude, Musée Rath, Maison Tavel, Cabinet d’arts graphiques und Bibliothèque d’art et d’archéologie) ernannt mit dem Auftrag, die von einem Audit der Pariser Kulturingenieure Eurologistiques indizierte Ausrichtung auf das große Publikum umzusetzen. Sowohl gegen seine Nomination wie auch diese neue Linie erhob sich sofort großer Widerstand. Mehrere prominente Mitglieder der Vorstände der Freundesvereinigungen wie die Sammler Jean Bonna und Jean-Paul Barbier-Mueller zogen sich demonstrativ von jeder weiteren Unterstützung des Musée d’art et d’histoire de Genève zurück. Offiziell haben die Freundesvereinigungen Jean-Yves Marin nie als Direktor begrüßt, sondern sind bei ihrer Forderung einer Rehabilitation des drei Wochen vor seiner Anstellung durch Patrice Mugny entlassenen Cäsar Menz geblieben, da diesem keine schweren Fehler vorgeworfen werden konnten.
Trotzdem übertrug die Stadt Genf Marin von 2010 bis 2016 die Verteidigung des Renovierungs- und Ausbauprojekts des Genfer Musée d’art et d’histoire durch das Büro des Architekten Jean Nouvel zusammen mit dem seit seiner Unterzeichnung 2010 umstrittenen Partnerschaftsvertrag mit dem Ölmilliardär Jean-Claude Gandur. Seit der Ablehnung des Projektes durch ein Referendum im Februar 2016 nahm Marin an den Vorbereitungen für ein neues Projekt teil. Die Hauptverantwortung dafür liegt nun jedoch in den Händen der ehemaligen Direktoren des Ethnologimuseums und des Internationalen Rotkreuz- und Rothalbmond-Museums in Genf, Jacques Hainard bzw. Roger Mayou, bis eine Nachfolge für Marin gefunden worden ist, der im Herbst 2019 in Pension gehen wird.
Er ist Mitglied des Wissenschaftlichen Rats der Cité du Vin in Bordeaux, des Orientierungs-Komitees für die Renovierung des Musée de l’Homme in Paris, des Wissenschaftlichen Rats des Mémorial de Caen pour la Paix sowie des wissenschaftlichen Rates des Master of Advanced Studies (MAS) en conservation du patrimoine et muséologie der Universität Genf.
Marin ist seit 1996 ebenfalls assoziierter Professor der Université Senghor d’Alexandrie und unterrichtet an diversen europäischen Universitäten, namentlich zur Deontologie, ein Thema, für welches seine Begutachtungen in der frankophonen Welt anerkannt sind.
Marin engagierte sich sehr früh im Umfeld des ICOM und war Präsident des französischen Komitees (1992–1998), dann Präsident des Comité International des Musées d’archéologie et d’histoire (1998–2004) sowie Mitglied des Comité International de déontologie des Musées (1998–2004). Er arbeitete beim Verfassen des Ethikkodex der ICOM mit, der im Jahre 2007 erschien.

## Ausstellungen
Marin war als Konservator und Direktor des Musée de Normandie zwischen 1992 und 2009 an zahlreichen regionalen und internationalen Ausstellungen zur Geschichte der Normannen beteiligt, darunter:
- «Les barbares et la mer. Les migrations des peuples du nord-ouest de l’Europe du Ve au Xe siècle » (Caen 1992, kuratiert von Jean-Yves Marin)
- «I Normanni popolo d’Europa. 1030–1200» (Rom – Venedig 1993, kuratiert von Mario d'Onofrio)
- «Les Ailes de Dieu» (Bari – Caen 2000, kuratiert von Marco Bussagli und Mario d'Onofrio unter Mitarbeit von Sandrine Bertholet und Jean-Yves Marin)
- «Les Normands en Sicile. XIe-XXIe siècles. Histoire et légendes » (Caen 2006, kuratiert von Antonino Buttitto und Jean-Yves Marin unter Mitarbeit von Jean-Marie Levesque)
- «Chefs-d’œuvre du gothique en Normandie. Sculpture et orfèvrerie du XIIIe au XVe siècle» (Caen – Toulouse 2008, kuratiert von Catherine Arminjot und Sandrine Bertholet)

Marin koordinierte als Direktor des Musée d'art et d'histoire von Genf von 2009 bis 2019 dessen Ausstellungsprogramm. Während seines Mandats erarbeiteten dabei interne wie auch externe Kuratoren ungefähr fünfzig Ausstellungen und Accrochagen, darunter:
- «Les sujets de l'abstraction» (Musée Rath – 2011, kuratiert von Eric de Chassey)
- «L'horlogerie à Genève» (Musée Rath – 2011/12, kuratiert von Estelle Fallet)
- «Héros Antiques» (Musée d'art et d'histoire – 2013/14, kuratiert von Marielle Martiniani-Reber, Matteo Campagnolo und Giselle Eberhard Cotton)
- «Courbet, les années suisses» (Musée Rath – 2014/15, kuratiert von Laurence Madeline)
- «Byzance en Suisse» (Musée Rath – 2015/16, kuratiert von Marielle Martiniani-Reber)
- «Devenir suisse» (Maison Tavel – 2015/16, kuratiert von Alexandre Fiette)
- «Jean-Pierre Saint-Ours » (Musée d'art et d'histoire – 2015/16, kuratiert von Anne de Herdt und Laurence Madeline)

Jean-Yves Marin entwickelte seit seiner Ankunft im Musée d’art et d’histoire eine nationale und internationale Ausstellungspolitik der Sammlungen des Museums. Marin stützte er sich bei diesen Projekten auf diverse Partnerschaften. Die von Estelle Fallet konzipierte Ausstellung «Geneva at the Heart of Time – The Origin of Swiss Watchmaking Culture» wurde dabei im Mai 2016 in China mit dem Titel Best Cooperation Award für die beste internationale Ausstellung in China auszeichnet.

## Schriften (Auswahl)
Marin ist Autor von ungefähr fünfzig Artikeln und Berichten von archäologischen Ausgrabungen (u. a. in den Zeitschriften Annales de Normandie, Gallia, Archéologie médiévale) und zahlreichen Beiträgen in Ausstellungskatalogen.
- La représentation de l’Europe dans les expositions in Museum International Nr. 211, 2001.
- What is history museum in Europe today ? in The issues and challenges ou urban history museums, Seoul 2003.
- Le statut des restes humains, les revendications internationales in Le patrimoine culturel religieux, L’Harmattan, Paris 2008.
- Rendre le patrimoine colonial in Musées et collections publiques de France Nr. 254, 2008.

Jean-Yves Marin ist ebenfalls Verfasser von zahlreichen Artikeln in den französischen Zeitungen Le Monde, La Croix und Le Figaro sowie in den Schweizer Zeitungen Le Temps und Tribune de Genève.

## Auszeichnungen
- Spezialpreis für Kunstgeschichte der Assemblea Regionale Siciliana und der Académie Siculo-normande (1997)
- Ritter der Ehrenlegion (2009)
- Offizier des Ordre national du Mérite (2015)[7]